# Latera

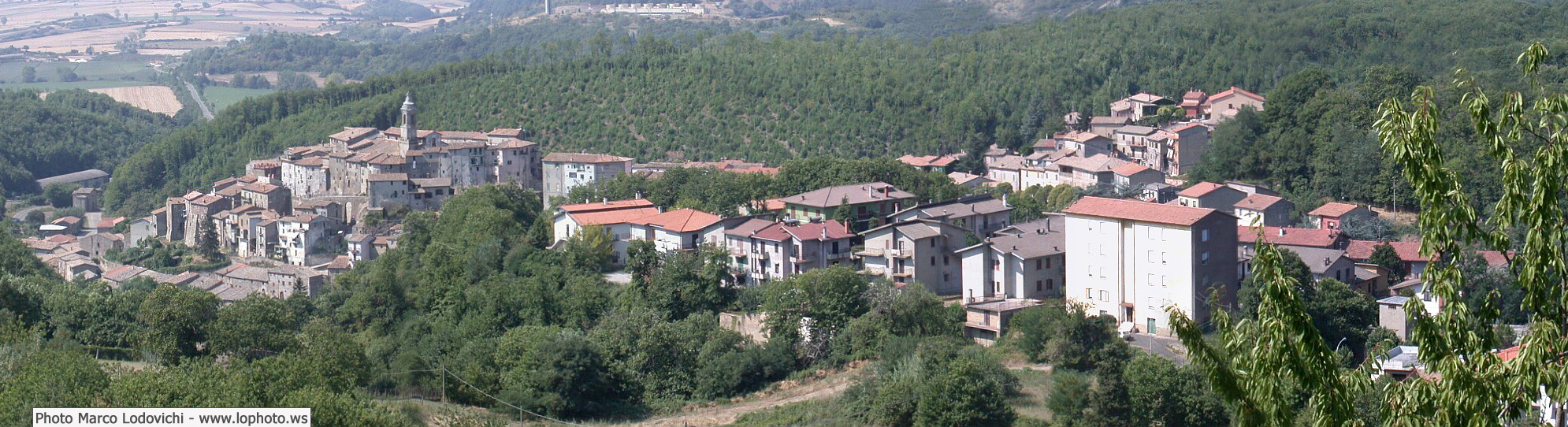
Latera

Latera ist eine italienische Gemeinde in der Provinz Viterbo in der Region Lazio mit 777 Einwohnern (Stand 31. Dezember 2024). Sie liegt 116 Kilometer nordwestlich von Rom.

## Geographie
Latera liegt in den Monti Volsini oberhalb des Bolsenasees am nördlichen Rand der Conca di Latera, einer auf vulkanische Tätigkeit zurückgehenden Senke. Auf einem nach Süden hin abfallenden Hügel errichtet, besitzt der Ortskern mit teilweise erhaltener Mauer den Charakter einer befestigten Siedlung, eines Castello.

## Geschichte
Latera wird erstmals im Jahre 1013 genannt. Wie andere Gemeinden in der nördlichen Tuscia unterstand es abwechselnd verschiedenen Herren, so der Stadt Orvieto und den Präfekten von Vico. Im Jahre 1408 ernannte Papst Gregor XII. (1406–1415) Pietro Farnese aus der Familie Farnese zum päpstlichen Vikar, und dessen Nachfahren behielten den Ort rund 250 Jahre.
Papst Clemens VIII. (1592–1605) ernannte 1602 Mario I. Farnese zum Herzog von Latera und Farnese als Dank für geleistete militärische Dienste. Dessen Sohn Francesco hatte vier Söhne, die ihm nacheinander als Herzöge folgten, darunter Pietro Francesco (regierte 1638–1665). Das Herzogtum Latera war nicht von der Aufhebung des Herzogtums Castro betroffen, das der Hauptlinie der Familie gehörte. Kardinal Girolamo Farnese, der vierte Sohn, war schließlich der letzte Herzog, mit dessen Tode 1668 Latera an den Kirchenstaat zurückfiel und später mit dessen Untergang 1870 zum Königreich Italien kam.

## Bevölkerungsentwicklung
| Jahr | Bevölkerung |
| ---- | ----------- |
| 1871 | 1213        |
| 1901 | 1654        |
| 1921 | 1828        |
| 1951 | 1775        |
| 1971 | 1410        |
| 1991 | 1150        |
| 2001 | 1023        |

## Politik
Luigi Fiorucci (Mitte-rechts-Bündnis) wurde im Mai 2007 zum Bürgermeister gewählt. Sein Mitte-rechts-Bündnis stellte auch mit 8 von 12 Sitzen die Mehrheit im Gemeinderat; bei der Wahl vom 6. Mai 2012 wurde er im Amt bestätigt. Am 11. Juni 2017 wurde Francesco di Biagi (Lista Civica: Insieme Per Latera) zum neuen Bürgermeister gewählt.

## Sehenswürdigkeiten

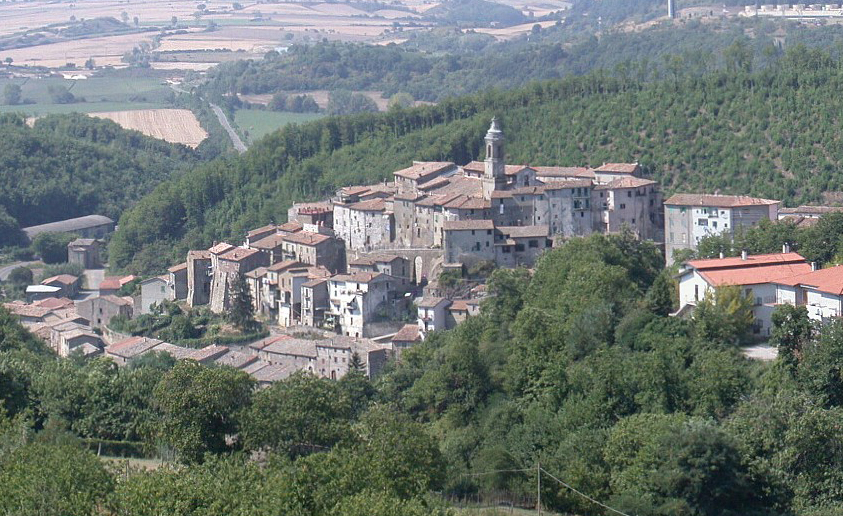
Die Altstadt von Latera

- Kollegiatkirche San Clemente in der Ortsmitte mit Fassade von 1958, Hauptaltar mit Gemälde des heiligen Bischofs von Rom Clemens I. und weiteren Altargemälden, Taufstein von 1590 und Orgel von 1799 mit Holzgehäuse von 1626.
- Palazzo oder Rocca Farnese, jüngst renovierter Sitz der Ortsherren direkt an die Kirche anschließend, mit seitlichem, von dreigeschossigen Arkaden bestimmtem Hof und einigen Innenräumen, darunter Kamin- und Thronsaal, allerdings ohne bewegliches Mobiliar.
- Kirche San Giuseppe im Süden des Ortskerns mit Barockgemälde der Geburt Jesu.
- Kirche Madonna delle Grazie am Parco dei Castagneti mit frühbarocker Fassade.
- Kirche San Sebastiano südlich des Ortskerns mit Grundriss in Form eines griechischen Kreuzes und Fresko mit Darstellung der Unbefleckten Empfängnis Mariens.
- Kapelle San Rocco wenig entfernt, mit Fresko der thronenden Madonna mit den Heiligen Michael und Rochus.
- Kirche Madonna della Cava, nach benachbarten Tuffhöhlen weiter südlich benannt, mit Stuckaltären im Innenraum, von denen der zentrale ein auf Ziegel gemaltes Madonnenbild enthält, hinter dem ein Fresko von 1612 die Verkündigung Mariens darstellt.
- Fontana del Piscero östlich des Ortskerns, Brunnen von 1576 mit Rundbogengewölbenische.
- Fontana Ducale oder Fontana del Ponte, Brunnen von 1648, im Auftrag von Herzog Pietro errichtet und mit einer diesen rühmenden Inschrift versehen.
- Museo della Terra, in der ehemaligen Kirche San Pietro und deren Getreidespeicher, mit Ausstellung von Gebrauchsgegenständen des Landlebens.

## Söhne und Töchter
- Mario I. Farnese (1546–1619), seit 1602 erster Herzog von Latera und Farnese.
- Girolamo Farnese (1599–1668), seit 1658 Kardinalpriester von Sant’Agnese fuori le Mura, Legat von Bologna 1658–1662, letzter Herzog von Latera.
- Giulia Farnese (1527–1557), Gattin von Pierfrancesco, genannt Vicino Orsini, Herrn von Bomarzo, Schöpfer des dortigen Parco dei Mostri.